# Androgynous
Androgynous è una canzone della band The Replacements proveniente dall'album Let It Be.
Venne fatta una cover dai Crash Test Dummies estratta come singolo dall'album The Ghosts That Haunt Me nel 1991 e venne fatta un'altra cover da Joan Jett per l'album Sinner.

## Tracce
1. Androgynous - 2:37

## Video musicale
Nel video della cover dei Crash Test Dummies, la band suona e canta in una fiera piena di individui androgini e gender bender.

## Classifiche
| Classifica (cover dei Crash Test Dummies) | Posizione massima |
| ----------------------------------------- | ----------------- |
| Billboard Canadian Singles Chart          | 73                |